# Consul quadridentatus
Consul quadridentatus är en fjärilsart som beskrevs av Butler 1873. Consul quadridentatus ingår i släktet Consul och familjen praktfjärilar. Inga underarter finns listade i Catalogue of Life.